# 弗雷德里克·烏維斯塔德
弗雷德里克·烏維斯塔德（挪威語：Fredrik Ulvestad；1992年6月17日—）是一位挪威足球運動員，場上司职中場，現效力於中超球隊青岛，曾效力於英格蘭球隊伯恩利。他也代表挪威國家足球隊參賽。

## 外部連結
- Norway international stats at Fotball.no